# Neoclytus pusillus
Neoclytus pusillus är en skalbaggsart som först beskrevs av François Louis Nompar de Caumont de Laporte och Hippolyte Louis Gory 1841.  Neoclytus pusillus ingår i släktet Neoclytus och familjen långhorningar.
Artens utbredningsområde är:
- Guyana.
- Paraguay.
- Uruguay.
- Venezuela.

Inga underarter finns listade i Catalogue of Life.